# Analityczna teoria liczb

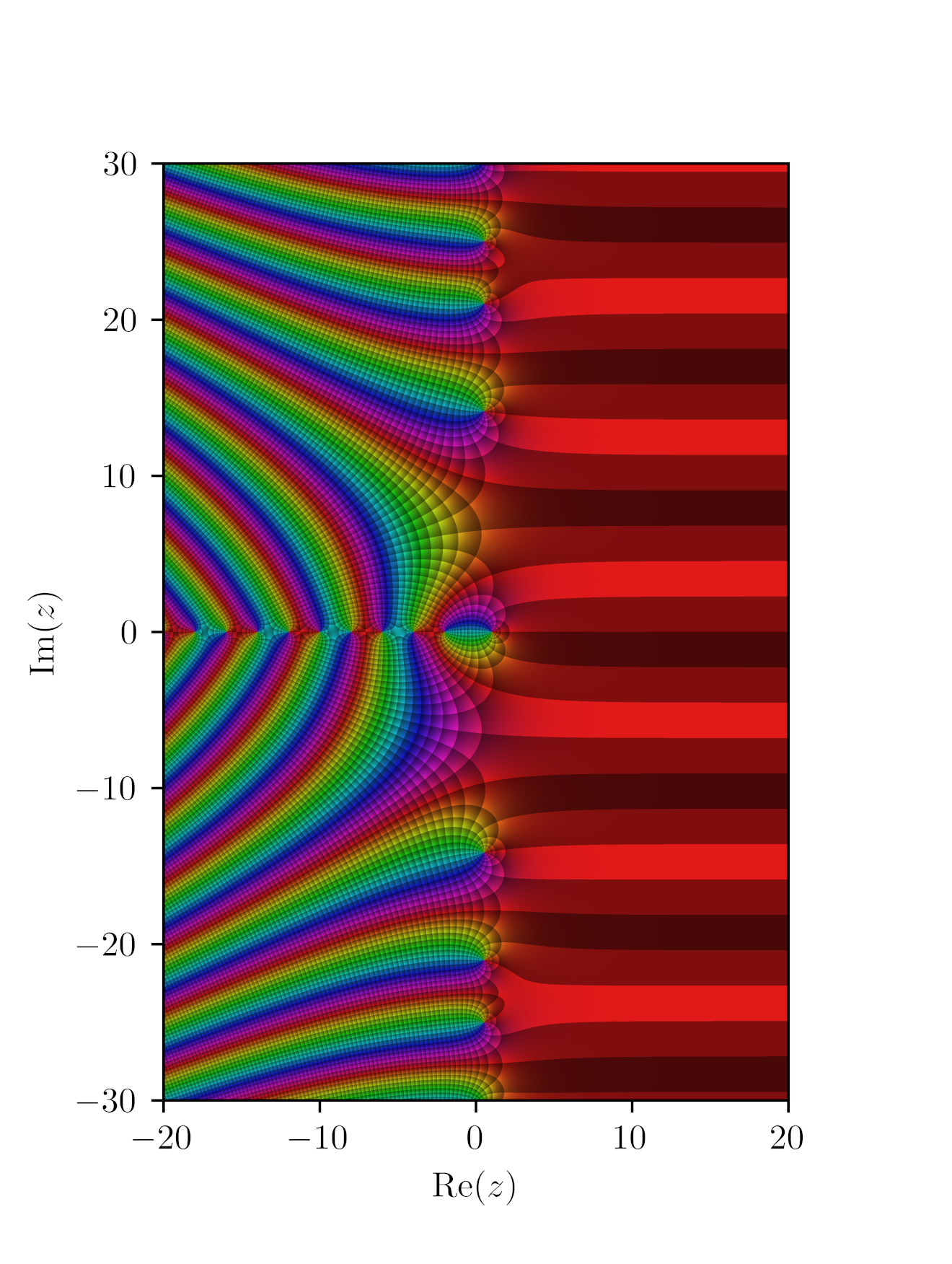
Wartości funkcji przedstawione za pomocą techniki kolorowania dziedziny

Analityczna teoria liczb w matematyce jest częścią teorii liczb zajmującą się zastosowaniami metod analizy matematycznej w celu rozwiązania problemów dotyczących liczb całkowitych.
Głównymi obiektami (lub narzędziami) badań analitycznej teorii liczb są funkcja zeta Riemanna oraz, zdefiniowane jako o ogólniejsza klasa, funkcje L Dirichleta (lub jeszcze ogólniej – funkcje L). Za prekursora tej dziedziny postrzegany jest Peter Gustav Lejeune Dirichlet, który w 1837 r. udowodnił twierdzenie o rozmieszczeniu liczb pierwszych w ciągach arytmetycznych.

## Klasyfikacja i podział
Analityczną teorię liczb można ogólnie zdefiniować dwojako,
- w zakresie narzędzi, jako nauka korzystająca z analizy rzeczywistej i zespolonej, rozwiązująca problemy teorii liczb[1];
- w zakresie badań, jako nauka wypracowująca szacowania i przybliżenia liczebności zbiorów rozważanych w teorii liczb[3].

Analityczną teorię liczb zwykle dzieli się na poddziały:
- multiplikatywną teorię liczb (badającą obiekty takie jak funkcja zeta Riemanna, do której najbardziej znanych wyników należy twierdzenie o liczbach pierwszych);
- addytywną teorię liczb (zajmującą się np. problemem Waringa czy hipotezą Goldbacha).

Choć powyższy podział utrwalił się w literaturze, współcześnie wiele kierunków badań przeplata ze sobą metody różnych dziedzin, aby osiągnąć efektywne rezultaty. Do najbardziej znaczących należą:
- probabilistyczna teoria liczb,
- teoria sit,
- badania form automorficznych.

## Historia

### Prehistoria – Euler i Riemann
Pierwsze badania skupione były na analizie zachowania funkcji liczącej liczby pierwsze {\displaystyle \pi (x).} Rozumiemy przez nią liczbę liczb pierwszych mniejszych lub równych {\displaystyle x} (np. {\displaystyle \pi (10)=4,} bo liczbami pierwszymi w przedziale {\displaystyle [1,10]} są 2,3,5,7). O nieskończoności liczb pierwszych wiedziano już od Euklidesa, ale asymptotyka czy nierówności opisujące wielkości funkcji {\displaystyle \pi (x)} pozostawały nieznane. W XVIII w. Carl Friedrich Gauss i Adrien-Marie Legendre postawili (niezależnie od siebie) hipotezę mówiącą, że
{\displaystyle \pi (x)\approx {\frac {x}{\log x}}}
jest właściwym przybliżeniem (przez {\displaystyle \log x} rozumiemy logarytm naturalny z {\displaystyle x}).
Pierwszym znaczącym krokiem w tej materii były, na pozór niepowiązane z liczbami pierwszymi, prace Leonharda Eulera poświęcone szeregom potęg odwrotności liczb naturalnych (w tym problemowi bazylejskiemu), a dokładniej – dowód słuszności iloczynu Eulera.
Niech {\displaystyle s>1} będzie liczbą rzeczywistą. Rozważmy (zbieżny) szereg
{\displaystyle \sum _{n=1}^{\infty }{\frac {1}{n^{s}}}={\frac {1}{1^{s}}}+{\frac {1}{2^{s}}}+{\frac {1}{3^{s}}}+{\frac {1}{4^{s}}}+\ldots }
Zamiast rozważać sumę po wszystkich liczbach naturalnych, możemy sumować tylko liczby niebędące wielokrotnościami 2. Aby to osiągnąć zauważmy, że szereg
{\displaystyle {\frac {1}{2^{s}}}\sum _{n=1}^{\infty }{\frac {1}{n^{s}}}={\frac {1}{2^{s}}}+{\frac {1}{4^{s}}}+{\frac {1}{6^{s}}}+{\frac {1}{8^{s}}}+\ldots }
sumuje wyłącznie wielokrotności 2, więc szereg
{\displaystyle \left(1-{\frac {1}{2^{s}}}\right)\sum _{n=1}^{\infty }{\frac {1}{n^{s}}}={\frac {1}{1^{s}}}+{\frac {1}{3^{s}}}+{\frac {1}{5^{s}}}+{\frac {1}{7^{s}}}+\ldots }
jest tym, którego poszukiwaliśmy. Postępując analogicznie, z powyższego szeregu możemy wyeliminować wszystkie wielokrotności liczby 3. Zauważmy, że szereg
{\displaystyle {\frac {1}{3^{s}}}\left(1-{\frac {1}{2^{s}}}\right)\sum _{n=1}^{\infty }{\frac {1}{n^{s}}}={\frac {1}{3^{s}}}+{\frac {1}{9^{s}}}+{\frac {1}{15^{s}}}+{\frac {1}{21^{s}}}+\ldots }
zawiera wyłącznie liczby będące wielokrotnościami 3 i niebędące wielokrotnościami 2, zatem szereg
{\displaystyle \left(1-{\frac {1}{3^{s}}}\right)\left(1-{\frac {1}{2^{s}}}\right)\sum _{n=1}^{\infty }{\frac {1}{n^{s}}}={\frac {1}{1^{s}}}+{\frac {1}{5^{s}}}+{\frac {1}{7^{s}}}+{\frac {1}{11^{s}}}+\ldots }
nie zawiera żadnych wielokrotności liczby 2 ani liczby 3. Kontynuując ten proces dla wszystkich liczb pierwszych, otrzymamy
{\displaystyle \left(\prod _{p}\left(1-{\frac {1}{p^{s}}}\right)\right)\sum _{n=1}^{\infty }{\frac {1}{n^{s}}}={\frac {1}{1^{s}}}=1.}
Równoważnie, możemy stwierdzić, że
{\displaystyle \sum _{n=1}^{\infty }{\frac {1}{n^{s}}}=\prod _{p}\left(1-{\frac {1}{p^{s}}}\right)^{-1}}
na całym obszarze {\displaystyle \Re (s)>1,} czyli w którym szereg definiujący funkcję zeta jest zbieżny. Powyższa równość stała się punktem wyjścia dla Bernharda Riemanna. W swojej słynnej pracy z 1859 r. zdefiniował funkcję zeta jako
{\displaystyle \zeta (s)=\sum _{n=1}^{\infty }{\frac {1}{n^{s}}}}
dla {\displaystyle s} zespolonych, przy {\displaystyle \Re (s)>1,} a następnie przedłużył analitycznie definicję na całą płaszczyznę zespoloną. W ten sposób, definiując {\displaystyle \pi _{0}(x)} jako {\displaystyle \pi (x)-1/2} dla {\displaystyle x} będącego liczbą pierwszą lub {\displaystyle \pi (x)} w każdym innym wypadku, Riemann był w stanie uzyskać dokładny wzór
{\displaystyle \pi _{0}(x)=R(x)-\sum _{\rho }R(x^{\rho }),}
gdzie:
{\displaystyle R(x)=\sum _{n=1}^{\infty }{\frac {\mu (n)}{n}}{\text{li}}\left(x^{1/n}\right)}
dla funkcji Möbiusa {\displaystyle \mu } i logarytmu całkowego {\displaystyle {\text{li}},} przy czym {\textstyle \sum _{\rho }} oznacza sumę po wszystkich nietrywialnych miejscach zerowych funkcji zeta ({\displaystyle s_{0}} takich, że {\displaystyle 0<\Re (s_{0})<1}).
Od tego momentu funkcję {\displaystyle \pi (x)} rozważano przede wszystkim z wykorzystaniem funkcji zeta.

### Twierdzenie o liczbach pierwszych – Hadamard i Poussin
W 1896 r. Jacques Hadamard i Charles Jean de la Vallée Poussin udowodnili, niezależnie od siebie, że funkcja zeta nie ma miejsc zerowych na półprostej {\displaystyle \Re (s)=1,} {\displaystyle \Im (s)>0.} Odkrycie to pozwoliło im udowodnić treść twierdzenia o liczbach pierwszych, tzn.
{\displaystyle \lim _{x\to \infty }{\frac {\pi (x)\log x}{x}}=1.}
Oba dowody oparte były na pomysłach prezentowanych przez Riemanna oraz twierdzeniach analizy zespolonej.

### Liczby pierwsze w ciągach arytmetycznych – Dirichlet
Peter Gustav Lejeune Dirichlet uznawany jest za ojca analitycznej teorii liczb. Jako pierwszy udowodnił, że jeśli {\displaystyle (a,q)=1,} to ciąg arytmetyczny {\displaystyle a+qn} {\displaystyle (n=0,1,2,\dots )} zawiera nieskończenie wiele liczb pierwszych. Dowód Dirichleta oparty był na analizie funkcji L, zdefiniowanych jako
{\displaystyle L(s,\chi )=\sum _{n=1}^{\infty }{\frac {\chi (n)}{n^{s}}},}
gdzie {\displaystyle s} jest liczbą zespoloną, a {\displaystyle \chi (n)} jest charakterem Dirichleta mod {\displaystyle q,} zdefiniowanym jako
{\displaystyle \chi (n)={\begin{cases}\exp \left({\frac {2\pi ikn}{\varphi (q)}}\right),\quad &(n,q)=1,\\0,\quad &(n,q)>1\end{cases}}}
dla pewnego {\displaystyle k\in \{0,1,\dots ,\varphi (q)-1\}.} Dirichlet był w stanie wykazać, że wartość {\displaystyle L(s,\chi )} w {\displaystyle s=1} jest niezerowa, co stanowiło najważniejszą część dowodu.

### Metoda łuków – Hardy i Littlewood
Metoda łuków Hardy’ego-Littlewooda (lub Hardy’ego-Ramanujana-Littlewooda) powstała jako nowa metoda analizy problemów addytywnych poprzez odpowiednią analizę funkcji generujących. Oryginalnie, ta strategia rozumowania była rozwijana przez Godfreya Hardy’ego, Srinivasę Ramanujana i Johna Littlewooda w kontekście problemu Waringa. Ich prace rozważały szereg potęgowy
{\displaystyle F(x)=\sum _{n=1}^{\infty }x^{n^{k}},}
gdzie {\displaystyle k} jest potęgą liczb rozważanych w problemie. Jeśli przez {\displaystyle r_{s}(n)} oznaczymy liczbę sposobów na przedstawienie {\displaystyle n} jako {\displaystyle s} liczb będącymi {\displaystyle k}-tymi potęgami, widzimy, że
{\displaystyle F(x)^{s}=\left(\sum _{n=1}^{\infty }x^{n^{k}}\right)^{s}=\sum _{n=1}^{\infty }r_{s}(n)x^{n}.}
Niech {\displaystyle \gamma } będzie dodatnio zorientowanym okręgiem o środku 0 i promieniu {\displaystyle r<1.} Wówczas
{\displaystyle r_{s}(n)={\frac {1}{2\pi i}}\int _{\gamma }{\frac {F(x)^{s}}{x^{n+1}}}dx.}
Metoda Hardy’ego-Littlewooda opierała się na odpowiednim szacowaniu powyższej całki, w taki sposób, by pokazać, kiedy {\displaystyle r_{s}(n)>0.}

#### Modyfikacja metody – Winogradow
Iwan Winogradow zmodyfikował podejście Hardy’ego, Ramanujana i Littlewooda, aby udowodnić, że wszystkie dostatecznie duże liczby nieparzyste spełniają hipotezę Goldbacha dla trzech liczb. W swojej pracy Winogradow udowodnił i skorzystał z twierdzenia mówiącego, że funkcja
{\displaystyle r(N)=\sum _{k_{1}+k_{2}+k_{3}=N}\Lambda (k_{1})\Lambda (k_{2})\Lambda (k_{3}),}
gdzie {\displaystyle \Lambda } oznacza funkcję von Mangoldta, spełnia zależność
{\displaystyle r(N)={\frac {1}{2}}G(N)N^{2}+O\left({\frac {N^{2}}{(\log N)^{A}}}\right),}
przy czym {\displaystyle G(N)} dla {\displaystyle N} nieparzystych jest funkcją ograniczoną.
Zmiany w podejściu polegały przede wszystkim na rozważaniu skończonej sumy trygonometrycznej
{\displaystyle S(\alpha )=\sum _{k\leqslant N}\Lambda (k)e(\alpha k),}
gdzie {\displaystyle N} jest ustaloną liczbą, a {\displaystyle e(x)=e^{2\pi ix}.} Widzimy, że
{\displaystyle S(\alpha )^{3}=\sum _{n\leqslant 3N}\left(\sum _{\begin{array}{c}k_{1}+k_{2}+k_{3}=n\\k_{1},k_{2},k_{3}\leqslant N\end{array}}\Lambda (k_{1})\Lambda (k_{2})\Lambda (k_{3})\right)e(n\alpha )=\sum _{n\leqslant 3N}r(n,N)e(n\alpha ).}
{\displaystyle r(n,N)=r(n)} dla {\displaystyle n\leqslant N,} dlatego dowód Winogradowa opierał się na oszacowaniu całki
{\displaystyle r(n,N)=\int _{0}^{1}S(\alpha )^{3}e(-n\alpha )d\alpha .}

### Rozwój teorii sit – Brun, Selberg
W miarę rozwoju nauki część matematyków powróciła do metod elementarnych, niewymagających korzystania z funkcji zeta ani funkcji L Dirichleta. Viggo Brun, dowodząc w 1919 r. zbieżność szeregu odwrotności liczb pierwszych bliźniaczych, zapoczątkował rozwój nowej poddziedziny analitycznej teorii liczb – teorii sit. Nowe twierdzenia umożliwiły ustalanie efektywnych szacowań odgórnych, ale nie aż tak dobrych szacowań oddolnych.
Podejście Bruna kontynuował później Atle Selberg. Sito {\displaystyle \Lambda ^{2},} nazywane dzisiaj jego nazwiskiem, umożliwiło wypracowanie zupełnie nowych wyników, m.in. w zakresie liczb pierwszych bliźniaczych, liczb pierwszych postaci {\displaystyle n^{2}+1} czy liczb pierwszych w ciągach arytmetycznych.

### Współczesna teoria liczb
W ostatnich latach rozwój badań skupiony jest przede wszystkim na dalszym pogłębianiu rozważań opartych na teorii sit, ale także wykorzystywaniu wcześniej niestosowanych w teorii liczb twierdzeń.
Do pierwszej grupy można zaliczyć wysiłki m.in. Zhang Yitanga, Jamesa Maynarda, Terence’a Tao, Bena Greena, a także całej grupy Polymath, skupionych na wypracowaniu jak najlepszego oszacowania
{\displaystyle \liminf _{n\to \infty }(p_{n+1}-p_{n})\leqslant K}
(obecnie najlepszym wynikiem jest {\displaystyle K=246} bezwarunkowo oraz {\displaystyle K=6} przy założeniu uogólnionej hipotezy Elliotta-Halberstama).
Do drugiej grupy można zaliczyć twierdzenie Greena-Tao, mówiące o tym, że liczby pierwsze zawierają ciągi arytmetyczne dowolnej długości. Metoda dowodu twierdzenia oparta była na twierdzeniu Szemerédiego, dotyczącego gęstości podzbiorów zbioru liczb naturalnych.

## Narzędzia analitycznej teorii liczb

### Twierdzenia abelowskie i tauberowskie
Ze względu na częste występowanie w analitycznej teorii liczb obiektów takich, jak szeregi liczbowe, często stosuje się wobec nich twierdzenia abelowskie i tauberowskie. Grupa twierdzeń nazywanych abelowskimi – na cześć Nielsa Henrika Abela – mówi o tym, w jaki sposób zachowują się szeregi sumujące elementy danego ciągu w określony sposób, jeśli znamy asymptotyczne zachowanie wyrazów tego ciągu. Grupa twierdzeń odwrotnych, nazwanych po Alfredzie Tauberze, opisuje zachowanie ciągu przy znajomości zachowania szeregu.
Przykładowo, twierdzenie tauberowskie Harolda N. Shapiro mówi, że jeśli
{\displaystyle \sum _{n\leqslant x}a_{n}\left\lfloor {\frac {x}{n}}\right\rfloor =x\log x+O(x),}
to
{\displaystyle \sum _{n\leqslant x}{\frac {a_{n}}{n}}=\log x+O(1).}
Klasycznymi wnioskami z twierdzenia Shapiro są zależności
{\displaystyle \sum _{n\leqslant x}{\frac {\Lambda (n)}{n}}=\log x+O(1)}
oraz
{\displaystyle \sum _{p\leqslant x}{\frac {\log p}{p}}=\log x+O(1).}

### Szeregi Dirichleta
Pojęcie szeregu Dirichleta dotyczy w ogólności wszystkich szeregów postaci
{\displaystyle \sum _{n=1}^{\infty }{\frac {a_{n}}{n^{s}}},}
gdzie {\displaystyle s} jest liczbą zespoloną, {\displaystyle \Re (s)>1.} W naturalny sposób, podczas badania szeregów Dirichleta, możemy definiować ich mnożenie z wykorzystaniem splotu Dirichleta,
{\displaystyle \left(\sum _{n=1}^{\infty }{\frac {f(n)}{n^{s}}}\right)\left(\sum _{n=1}^{\infty }{\frac {g(n)}{n^{s}}}\right)=\left(\sum _{n=1}^{\infty }{\frac {(f*g)(n)}{n^{s}}}\right).}

### Iloczyn Eulera
Choć oryginalne twierdzenie Eulera dotyczyło jedynie funkcji zeta na obszarze jej zbieżności, wnioski Eulera można uogólnić na wszystkie zbieżne szeregi postaci
{\displaystyle \sum _{n=1}^{\infty }{\frac {a(n)}{n^{s}}},}
gdzie {\displaystyle a(n)} jest całkowicie multiplikatywną funkcją arytmetyczną, a {\displaystyle s} – pewną liczbą zespoloną, przy czym {\displaystyle \Re (s)>1.} Szeregi te można przedstawić równoważnie, w postaci iloczynu Eulera
{\displaystyle \prod _{p}\left(1-{\frac {a(p)}{p^{s}}}\right)^{-1}.}

## Problemy otwarte
Poniżej przedstawiono kilka z najważniejszych i zarazem najbardziej znanych problemów otwartych w analitycznej teorii liczb.
- Hipoteza Riemanna – czy każde nietrywialne miejsce zerowe funkcji zeta Riemanna leży na linii krytycznej {\textstyle \Re (s)=1/2}? Problem uznawany jest powszechnie za najbardziej znaczący w całej teorii liczb, doczekał się licznych publikacji. W praktyce, hipoteza Riemanna jest równoważna z zależnością

{\displaystyle \pi (x)={\text{Li}}(x)+O({\sqrt {x}}\log x),}
gdzie Li oznacza resztę logarytmu całkowego
- Uogólniona hipoteza Riemanna – czy każde nietrywialne miejsce zerowe funkcji L Dirichleta leży na linii krytycznej {\displaystyle \Re (s)=1/2}? Prawdziwość tej hipotezy pociągałaby za sobą skutki analogiczne do zwykłej hipotezy Riemanna, ale dotyczące liczb pierwszych w ciągach arytmetycznych. Jeśli jest ona prawdziwa, to

{\displaystyle \pi (x;q,a)={\frac {\pi (x)}{\varphi (q)}}+O({\sqrt {x}}\log({qx})).}
- Hipoteza Goldbacha – czy każda liczba parzysta większa niż 2 może być przedstawiona w postaci sumy dwóch liczb pierwszych?
- Hipoteza liczb pierwszych bliźniaczych – czy istnieje nieskończenie wiele liczb pierwszych {\displaystyle p} takich, że {\displaystyle p+2} jest również liczbą pierwszą?

- Problem stałej Linnika – jeśli {\displaystyle p(q,a)} dla liczb całkowitych {\displaystyle 0<a<q} oznacza najmniejszą liczbę pierwszą w ciągu arytmetycznym {\displaystyle a+nq} {\displaystyle (n=0,1,2,\dots ),} to czy dla wszystkich par {\displaystyle (q,a)} zachodzi zależność

{\displaystyle p(q,a)=O(q^{L})}
dla stałej {\displaystyle L=2}? Pozytywne rozwiązanie byłoby znaczącym poprawieniem wyników Jurija Linnika, który pierwszy wykazał istnienie takiej stałej, ale nie podał żadnych wartości numerycznych. Współcześnie najlepszy wynik wynosi {\displaystyle L=5}. Przy założeniu uogólnionej hipotezy Riemanna można wykazać nierówność
{\displaystyle p(q,a)\leqslant \varphi (d)^{2}(\log d)^{2}.}